# EcuRed
EcuRed è un sito web cubano di tipo wiki aperto il 10 dicembre 2010 il cui nome è un acronimo della frase in lingua spagnola Enciclopedia Cubana en la Red ("Enciclopedia cubana online").

EcuRed offre la possibilità di registrazione agli utenti di qualsiasi Paese, ma la modifica delle pagine non è sempre consentita al fine di proteggere gli articoli considerati di particolare importanza.
Il sito è gestito dal Ministero delle Comunicazioni cubano.